# Кирхштайн, Клаус-Дитер
Кла́ус-Ди́тер Ки́рхштайн (нем. Klaus-Dieter Kirchstein; 14 августа 1960) — немецкий боксёр легчайших весовых категорий, выступал за сборную ГДР в первой половине 1980-х годов. Бронзовый призёр чемпионатов мира и Европы, четырёхкратный чемпион национального первенства, участник многих международных турниров и матчевых встреч.

## Биография
Клаус-Дитер Кирхштайн родился 14 августа 1960 года. Активно заниматься боксом начал в раннем детстве, проходил подготовку в берлинском спортивном обществе «Динамо». Первого серьёзного успеха на ринге добился в 1979 году, когда дебютировал на взрослом национальном первенстве и сразу же занял второе место. Год спустя повторил это достижение, ещё через год поднялся из наилегчайшего веса в легчайший, но вновь расположился на второй позиции. В 1982 году наконец стал чемпионом ГДР по боксу и благодаря череде удачных выступлений удостоился права представлять страну на чемпионате мира в Мюнхене — дошёл здесь до стадии полуфиналов, после чего проиграл советскому боксёру Виктору Мирошниченко, который в итоге взял серебро.
Получив бронзовую медаль мирового первенства, Кирхштайн продолжил выходить на ринг в основном составе национальной сборной, принимая участие во всех крупнейших международных турнирах. Так, в 1983 году он защитил звание чемпиона страны и съездил на чемпионат Европы в Варну, откуда привёз ещё одну медаль бронзового достоинства. Год спустя повторил успех на первенстве Восточной Германии и рассматривался как основной кандидат на участие в летних Олимпийских играх в Лос-Анджелесе, однако социалистические страны по политическим причинам бойкотировали эти соревнования, и выступление на Олимпиаде не состоялось. Вместо этого Кирхштайн боксировал на организованном в Гаване альтернативном турнире «Дружба-84» — в полуфинале потерпел поражение от кубинца Рамона Ледона. За эти достижения награждён бронзовым орденом «За заслуги перед Отечеством».
В 1985 году Клаус-Дитер Кирхштайн в четвёртый раз выиграл чемпионат ГДР и побывал на европейском первенстве в Будапеште, где, тем не менее, сумел дойти только до стадии четвертьфиналов, проиграв югославу Любише Симичу, будущему победителю этого турнира. Последним в его спортивной карьере оказался 1986 год, он не смог выиграть национальное первенство (в финале уступил чемпиону Европы Рене Брайтбарт), из-за чего лишился лидерства в команде и вынужден был боксировать на второстепенных менее престижных турнирах.